# Liste der denkmalgeschützten Objekte in Bischofshofen
Die Liste der denkmalgeschützten Objekte in Bischofshofen enthält die 25 denkmalgeschützten, unbeweglichen Objekte der Gemeinde Bischofshofen.

## Denkmäler
| Foto |                 | Denkmal                                                                                  | Standort                                                                                        | Beschreibung | Metadaten |
| ---- | --------------- | ---------------------------------------------------------------------------------------- | ----------------------------------------------------------------------------------------------- | --- | --- |
| ja   | Datei hochladen | Wohnhaus, Lebzelterhaus HERIS-ID: 27251 Objekt-ID: 23768                                 | Alte Bundesstraße 1 Standort KG: Bischofshofen                                                  | Dreigeschoßiges dreiachsiges rechteckiges Lebzelterhaus mit 1775 bezeichnet mit Eckquadrierung, Putzfaschen, Fenster- und Türumrahmungen und spätbarockem Fenstergitter. Fassadenbild hl. Maria. | BDA-Hist.: Q37909393 Status: Bescheid Stand der BDA-Liste: 2025-06-30 Name: Wohnhaus, Lebzelterhaus GstNr.: .102 Lebzelterhaus Bischofshofen |
| ja   | Datei hochladen | Geschäftslokal, Tulayahaus HERIS-ID: 27215 Objekt-ID: 23731                              | Bahnhofstraße 40 Standort KG: Bischofshofen                                                     | Tulaya-Haus als Foto-Atelier von 1933 bis 1934 von Marino Spangaro erbaut. Zweigeschoßiger Baukörper mit übereckgestelltem Eingang und konkav geschwungenen Atelierfenstern mit senkrechter Sprossenteilung. | BDA-Hist.: Q17127744 Status: Bescheid Stand der BDA-Liste: 2025-06-30 Name: Geschäftslokal, Tulayahaus GstNr.: .691 |
| ja   | Datei hochladen | Pfarrhof HERIS-ID: 26725 Objekt-ID: 23217                                                | Franz-Mohshammer-Platz 2 Standort KG: Bischofshofen                                             | Der Pfarrhof wurde 1398 urkundlich erwähnt, er hat gotische Türgewände und Stichkappengewölbe im Erdgeschoß. 1893 erfolgte der Aufbau des Obergeschoßes. Im Pfarrhaus befindet sich mit dem Rupertikreuz aus dem Jahre 750 das älteste sakrale Kunstwerk Österreichs, eine Kopie davon in der Pfarrkirche. Gotische Bildtafeln – Ablasstafel z. hl. Maximilian (Diptychon aus dem Jahr 1450). | BDA-Hist.: Q37903758 Status: § 2a Stand der BDA-Liste: 2025-06-30 Name: Pfarrhof GstNr.: .41/1 Pfarrhof Bischofshofen |
| ja   | Datei hochladen | Kath. Filialkirche Unsere liebe Frau HERIS-ID: 26728 Objekt-ID: 23220                    | bei Friedhofgasse 2 Standort KG: Bischofshofen                                                  | Die etwas erhöht im Westen der Pfarrkirche hl. Maximilian stehende gotische Filialkirche beeindruckt durch den hohen Turm mit einem hohen Spitzhelm. Bemerkenswerte Rippengewölbe und Fresken. Barocke Altäre. | BDA-Hist.: Q16832854 Status: § 2a Stand der BDA-Liste: 2025-06-30 Name: Kath. Filialkirche Unsere liebe Frau GstNr.: .38 Frauenkirche in Bischofshofen |
| ja   | Datei hochladen | Schule HERIS-ID: 27248 Objekt-ID: 23765                                                  | Gasteiner Straße 11 Standort KG: Bischofshofen                                                  | Dreigeschoßiger historistischer Schulbau mit Mittelrisalit mit geschwungenem Dachgiebel. Fassadenplastik mit 1924 bezeichnet in Rundbogennische. | BDA-Hist.: Q37909357 Status: § 2a Stand der BDA-Liste: 2025-06-30 Name: Schule GstNr.: .614 |
| ja   | Datei hochladen | Hauptschule HERIS-ID: 27250 Objekt-ID: 23767                                             | Hauptschulstraße 18 Standort KG: Bischofshofen                                                  | Hauptschule erbaut von 1928 bis 1930 nach den Plänen des Architekten Paul Geppert der Ältere. | BDA-Hist.: Q37909374 Status: § 2a Stand der BDA-Liste: 2025-06-30 Name: Hauptschule GstNr.: .694 |
| ja   | Datei hochladen | Gräberfeld Pestfriedhof HERIS-ID: 26721 Objekt-ID: 23213                                 | Pestfriedhof Standort KG: Bischofshofen                                                         | In der als Pestfriedhof bekannten Flur befindet sich eine bronze- und eisenzeitliche Nekropole. Nach einer ersten Sondierung 1931 durch Karl Zschocke wurde das Gräberfeld in den Jahren 1983 bis 1996 in mehreren Kampagnen von Andreas Lippert systematisch erforscht. | BDA-Hist.: Q17748275 Status: Bescheid Stand der BDA-Liste: 2025-06-30 Name: Gräberfeld Pestfriedhof GstNr.: 589/1; 589/2 |
| ja   | Datei hochladen | Rathaus HERIS-ID: 27232 Objekt-ID: 23748                                                 | Rathausplatz 1 Standort KG: Bischofshofen                                                       | 711 Klostergründung durch hl. Rupert. 1139 durch Erzbischof Eberhard I. zum Augustiner Chorherrenstift umgewandelt. 1161 mit Gütern der bischöflichen Ministerialen Berthold und Rüdiger v. Pongau u. Hofen ausgestattet. Unter Erzbischof Eberhard II. ab 1216 Residenz der Chiemseer Bischöfe. Nach 1300 „Probsthof“ Sommersitz der Chiemseer Bischöfe. Dazu Wirtschafts- und Verwaltungshof. 1671 Erteilung des Hofmarkrechtes, Ausübung der Gerichtsbarkeit durch den Pflegschaftsverwalter. 1775 wurde der Kastenhof durch Überschwemmung großteils vernichtet. Der Kastenturm blieb erhalten. Nach dem Wiederaufbau im Osttrakt 1803 bis 1908 Schulhaus. bis 1961 Feuerwehrzeugstätte. Ab 1926 Rathaus – Sitz der Gemeindeverwaltung. Im West- und Nordtrakt waren ein Pferdestall samt Heulege, Handwerker, Wohnungen, Ärzte und Kaufläden untergebracht. Seit 1991 im Nordosttrakt Sitzungs- und Trauungssaal der Marktgemeinde Bischofshofen. | BDA-Hist.: Q37909254 Status: § 2a Stand der BDA-Liste: 2025-06-30 Name: Rathaus GstNr.: .57 Rathaus Bischofshofen |
| ja   | Datei hochladen | Wohnhaus HERIS-ID: 27221 Objekt-ID: 23737                                                | Rathausplatz 3 Standort KG: Bischofshofen                                                       | | BDA-Hist.: Q37909195 Status: § 2a Stand der BDA-Liste: 2025-06-30 Name: Wohnhaus GstNr.: .52/2 Rathausplatz 3 (Bischofshofen) |
| ja   | Datei hochladen | Kastenturm HERIS-ID: 27104 Objekt-ID: 23618                                              | Rathausplatz 5 Standort KG: Bischofshofen                                                       | Der romanische Kastenturm bei der Pfarrkirche wurde als Getreidekasten genutzt und diente zur Dotation vom Bistum Chiemsee. Heute Museum am Kastenturm. | BDA-Hist.: Q15854950 Status: Bescheid Stand der BDA-Liste: 2025-06-30 Name: Kastenturm GstNr.: .58 Kastenturm Bischofshofen |
| ja   | Datei hochladen | Kath. Pfarrkirche hl. Maximilian HERIS-ID: 26723 Objekt-ID: 23215                        | Standort KG: Bischofshofen                                                                      | Die Pfarrkirche ist eine dreischiffige gotische Staffelkirche mit einem Querschiff mit bemerkenswerten Rippengewölben mit einem im Kern romanischen Vierungsturm. | BDA-Hist.: Q14544346 Status: § 2a Stand der BDA-Liste: 2025-06-30 Name: Kath. Pfarrkirche hl. Maximilian GstNr.: .42 Kath. Pfarrkirche hl. Maximilian Bischofshofen |
| ja   | Datei hochladen | Friedhof, Friedhofsmauer – Kriegerdenkmal HERIS-ID: 26731 Objekt-ID: 23223               | Standort KG: Bischofshofen                                                                      | Gegenüber der Georgikirche ist ein Ehrenmal für die im Ersten Weltkrieg Gefallenen im Friedhofszugang als seitlich gefalteter Mauerzug, welcher 1931 vom Maler und Bildhauer Karl Reisenbichler gestaltet wurde. | BDA-Hist.: Q63986491 Status: § 2a Stand der BDA-Liste: 2025-06-30 Name: Friedhof, Friedhofsmauer – Kriegerdenkmal GstNr.: 173 Kriegerdenkmal Bischofshofen |
| ja   | Datei hochladen | Georgikirche HERIS-ID: 26738 Objekt-ID: 23230                                            | Standort KG: Bischofshofen                                                                      | Die romanische Kirche ist ein schlichter Rechteckbau mit halbkreisförmiger Apsis unter einem Satteldach mit Dachreiter. Gedächtniskapelle für Kriegsgefallene mit gegenüberliegendem Kriegerdenkmal beim Friedhof. Glasgemälde Krieg und Frieden von Albert Birkle (1950). | BDA-Hist.: Q16831553 Status: § 2a Stand der BDA-Liste: 2025-06-30 Name: Georgikirche GstNr.: .68 Georgikirche Bischofshofen |
| ja   | Datei hochladen | Burgruine Bachsfall HERIS-ID: 26739 Objekt-ID: 23231                                     | Standort KG: Bischofshofen                                                                      | Die Burgruine über dem Gainbachwasserfall ist eine Gründung der Herren von Pongau und wurde von 1983 bis 1985 archäologisch untersucht und gesichert. | BDA-Hist.: Q15790326 Status: § 2a Stand der BDA-Liste: 2025-06-30 Name: Burgruine Bachsfall GstNr.: 589/1 Burgruine Bachsfall |
|      | Datei hochladen | Urzeitlicher Bergbau Hauptgang Ost HERIS-ID: 211537seit 2022                             | bei Haidberg 16 KG: Bischofshofen GstNr.: 627/1, 1107/2, 1107/4, 1107/5, 276/1, 277/1, 341, 343 | | BDA-Hist.: Q112942221 Status: Bescheid Stand der BDA-Liste: 2025-06-30 Name: Urzeitlicher Bergbau Hauptgang Ost |
| BW   | Datei hochladen | Urzeitlicher Bergbau Buchberggang HERIS-ID: 209619seit 2022                              | bei Buchberg 27 Standort KG: Buchberg                                                           | | BDA-Hist.: Q112942217 Status: Bescheid Stand der BDA-Liste: 2025-06-30 Name: Urzeitlicher Bergbau Buchberggang GstNr.: 429, 430, 431, 198, 775/5, 321, 529, 530, 531, 535, 536, 537, 538, 539, 540, 541, 543, 544, 775/4, 693/3, 693/7, 696/2, 696/3, 696/4, 771                                                  |
| BW   | Datei hochladen | Urzeitlicher Bergbau Winklgang HERIS-ID: 206308seit 2023                                 | bei Buchberg 77 Standort KG: Buchberg                                                           | | BDA-Hist.: Q119231410 Status: Bescheid Stand der BDA-Liste: 2025-06-30 Name: Urzeitlicher Bergbau Winklgang GstNr.: 664/3, 666/3, 664/2, 677/4, 650, 651/1, 643, 644, 645, 646, 647, 640, 664/4, 666/2, 666/4, 667/1, 667/2, 671, 675, 677/1, 677/2, 677/3, 677/5, 679, 687/1, 688, 689, 691, 692/1, 698/3, 775/1 |
| ja   | Datei hochladen | Brechelbad beim Oberlaubichlgut HERIS-ID: 27258 Objekt-ID: 23775                         | bei Buchberg 88 Standort KG: Buchberg                                                           | | BDA-Hist.: Q37909435 Status: Bescheid Stand der BDA-Liste: 2025-06-30 Name: Brechelbad beim Oberlaubichlgut GstNr.: 194/1 Brechelbad beim Oberlaubichlgut |
| ja   | Datei hochladen | Urzeitlicher Bergbau Burgschweiggang HERIS-ID: 206297seit 2021                           | Standort KG: Haidberg                                                                           | Anmerkung: großflächiges Areal, das in die Nachbargemeinde St. Johann im Pongau (KG Einöden) übergreift – Koordinaten an der Gemeindegrenze | BDA-Hist.: Q107637120 Status: Bescheid Stand der BDA-Liste: 2025-06-30 Name: Urzeitlicher Bergbau Burgschweiggang GstNr.: 570/2, 882 |
| ja   | Datei hochladen | Kath. Filialkirche Mariae Himmelfahrt in Pöham HERIS-ID: 27750 Objekt-ID: 24291          | Alpfahrt 34 Standort KG: Winkl                                                                  | Von 1743 bis 1746 wurde eine Brandstättkapelle erbaut und 1928 abgebrochen. 1929 wurde nach einem Entwurf des Architekten Paul Geppert des Älteren ein schlichter Kirchenneubau errichtet. Die Orgel wurde vom ehemaligen Schloss Stuppach bei Gloggnitz hierher übertragen. | BDA-Hist.: Q16831360 Status: § 2a Stand der BDA-Liste: 2025-06-30 Name: Kath. Filialkirche Mariae Himmelfahrt in Pöham GstNr.: .273 Filialkirche Pöham |
| ja   | Datei hochladen | Kreuzbergkirche HERIS-ID: 62416 Objekt-ID: 74957                                         | Kreuzberg 1 Standort KG: Winkl                                                                  | Die neobarocke Missionskirche hl. Rupert als Südtrakt des Missionshauses hat ein siebenjochige rechteckige Langhaus, einen eingezogenen Chor und einen Turm mit Zwiebelhelm. Die Kirche hat einen Hochaltar, zwei Seitenaltäre am Triumphbogen und Nebenaltäre in Seitenkapellen. | BDA-Hist.: Q64692188 Status: § 2a Stand der BDA-Liste: 2025-06-30 Name: Kreuzbergkirche GstNr.: .267 Kreuzbergkirche Bischofshofen |
| ja   | Datei hochladen | Missionshaus St. Rupert HERIS-ID: 27263 Objekt-ID: 23780                                 | Kreuzberg 1, 2 Standort KG: Winkl                                                               | Der viergeschoßige breitgelagerte Gebäudekomplex mit mehreren Anbauten und Nebengebäuden wurde in mehreren Bauetappen errichtet und erweitert. Das Hauptgebäude zeigt gegen Westen einen betonten Eckrisalit mit einer zurückgesetzten Mittelfassade und einem gemauerten Giebelaufsatz. | BDA-Hist.: Q16801769 Status: § 2a Stand der BDA-Liste: 2025-06-30 Name: Missionshaus St. Rupert GstNr.: .267, 96 Missionshaus St. Rupert, Bischofshofen |
| ja   | Datei hochladen | Kath. Filialkirche hll. Primus und Felizian in Buchberg HERIS-ID: 27257 Objekt-ID: 23774 | Kreuzberg 3 Standort KG: Winkl                                                                  | Die Buchbergkirche hat ein einschiffiges rechteckiges im Kern romanisches Langhaus mit Flachdecke und im Osten einen eingezogenen höheren gotischen Chor mit polygonalem Schluss und Kreuzrippengewölbe. Außen sind Fresken an der südlichen Langhauswand. Am Chor im Norden steht der Turm, im Süden die Sakristei. | BDA-Hist.: Q16801860 Status: § 2a Stand der BDA-Liste: 2025-06-30 Name: Kath. Filialkirche hll. Primus und Felizian in Buchberg GstNr.: 160/2 Buchbergkirche, Bischofshofen |
| ja   | Datei hochladen | Friedhof und Friedhofskapelle HERIS-ID: 27264 Objekt-ID: 23781                           | bei Kreuzberg 1 Standort KG: Winkl                                                              | Der Friedhof steht östlich vom Missionshaus St. Rupert in einer Waldlichtung und ist von einer Mauer umgeben und wurde nach 1910 angelegt. Der neugotische rechteckige Kapelle mit einem runden Abschluss unter einem Satteldach hat einen gemauerten Giebel mit Gesims und seitliche Wand- und Stützpfeiler und einen Dachreiter. | BDA-Hist.: Q64692187 Status: § 2a Stand der BDA-Liste: 2025-06-30 Name: Friedhof und Friedhofskapelle GstNr.: 106/2 Missionshaus St. Rupert - cemetery, Bischofshofen |
| ja   | Datei hochladen | Figur Christus Salvator HERIS-ID: 27266 Objekt-ID: 23783                                 | Standort KG: Winkl                                                                              | | BDA-Hist.: Q37909553 Status: § 2a Stand der BDA-Liste: 2025-06-30 Name: Figur Christus Salvator GstNr.: 96 |